# Chileense presidentsverkiezingen 1964
De Chileense presidentsverkiezingen van 1964 vonden op 4 september van dat jaar plaats. De verkiezingen werden gewonnen door de christendemocraat Eduardo Frei Montalva. Later bleek dat de CIA, de Amerikaanse inlichtingendienst, de campagne van Frei gedeeltelijk financierde. 

## Uitslag
| Kandidaat               | Kandidaat               | Kandidaat                | Partij                  | Partij                  | Coalitie                                                            | Stemmen   | Percentage           |
| ----------------------- | ----------------------- | ------------------------ | ----------------------- | ----------------------- | ------------------------------------------------------------------- | --------- | -------------------- |
|                         |                         | Eduardo Frei Montalva    |                         | PDC                     | PDC-PCU-PL-AN-DAL-NID-PDS                                           | 1.409.012 | 56,09%               |
|                         |                         | Salvador Allende Gossens |                         | PS                      | Frente de Acción Popular Partido Agrario Laborista Recuperacionista | 977.902   | 38,93%               |
|                         |                         | Julio Durán Neumann      |                         | PR                      | PR-CP-PDo                                                           | 125.233   | 04,98%               |
| Totaal geldige stemmen  | Totaal geldige stemmen  | Totaal geldige stemmen   | Totaal geldige stemmen  | Totaal geldige stemmen  | Totaal geldige stemmen                                              | 2.512.147 | 99,27%               |
| Ongeldige stemmen       | Ongeldige stemmen       | Ongeldige stemmen        | Ongeldige stemmen       | Ongeldige stemmen       | Ongeldige stemmen                                                   | 11.479    | 00,45%               |
| Blanco stemmen          | Blanco stemmen          | Blanco stemmen           | Blanco stemmen          | Blanco stemmen          | Blanco stemmen                                                      | 7071      | 00,28%               |
| Totaal                  | Totaal                  | Totaal                   | Totaal                  | Totaal                  | Totaal                                                              | 2.530.697 | 100%                 |
| Aantal stemgerechtigden | Aantal stemgerechtigden | Aantal stemgerechtigden  | Aantal stemgerechtigden | Aantal stemgerechtigden | Aantal stemgerechtigden                                             | 2.915.121 | Onthoudingen: 13,19% |
| Bron:                   |                         |                          |                         |                         |                                                                     |           |                      |

## Bron
- (es)  Elección Presidencial 1964